# HiSky
A HiSky (IATA: H7, ICAO: HYM, Hívójel: SKY MOLDOVA) moldovai légitársaság, amelynek a székhelye Chișinăuban található, továbbá rendelkezik üzemeltetési engedéllyel Romániában. A légitársaság fő bázisai a chișinăui nemzetközi repülőtér és a kolozsvári nemzetközi repülőtér.

## Története
A vállalat vezérigazgatója, Iulian Scorpan az Air Moldova egykori pilótája.
2020 februárjában a moldovai légügyi hatóságok közölték, hogy a HiSky nem kapta meg a légi fuvarozói engedélyét a tanúsítási eljárás során feltárt szabálytalanságok miatt, és ezért vizsgálatot indítottak. Az egyik említett probléma az, hogy a Cobrex Trans, a légitársaság, amelynek Airbus A320-asokat kellett volna üzemeltetnie a HiSky nevében, még nem rendelkezik ezzel a géptípussal a flottájában.
A Moldovai Köztársaság Polgári Légiközlekedési Hatósága szerint 2020. május 12-én a HiSky még mindig nem rendelkezett kereskedelmi működési engedéllyel. Ugyanakkor a vállalat a saját honlapján keresztül jegyeket kínált a Chişinăuból induló járataira. A légitársaság akkor közölte, hogy júliusban az Air Lease Corporation két Airbus A320-as családba tartozó repülőgépével tervezi a járatok elindítását.
A HiSky a COVID-19 világjárvány miatt többször is kénytelen volt elhalasztani az útvonalainak indítását. A légitársaság 2020. szeptember 18-tól teljesen törölte a tervezett menetrendjét.
A légitársaság azonban 2020. december 11-én megkapta a működési engedélyét Romániában, 2021. február 19-én pedig Moldovában. A légitársaság bejelentette, hogy 2021. február 22-én Dublinba és Lisszabonba indít járatokat első bázisáról, a kolozsvári nemzetközi repülőtérről.
A HiSky 2021. április 28-tól új járatokat indított Chișinăuból Párizsba, Párizsból és Frankfurtból Szatmárnémetibe, április 29-től Dublinból Jászvásárra, május 1-jétől pedig Frankfurtból Szatmárnémetibe és Chișinăuból  Frankfurtba.

## Célállomások
2022 decemberében a HiSky a következő célállomásokra indított járatokat:

## Flotta

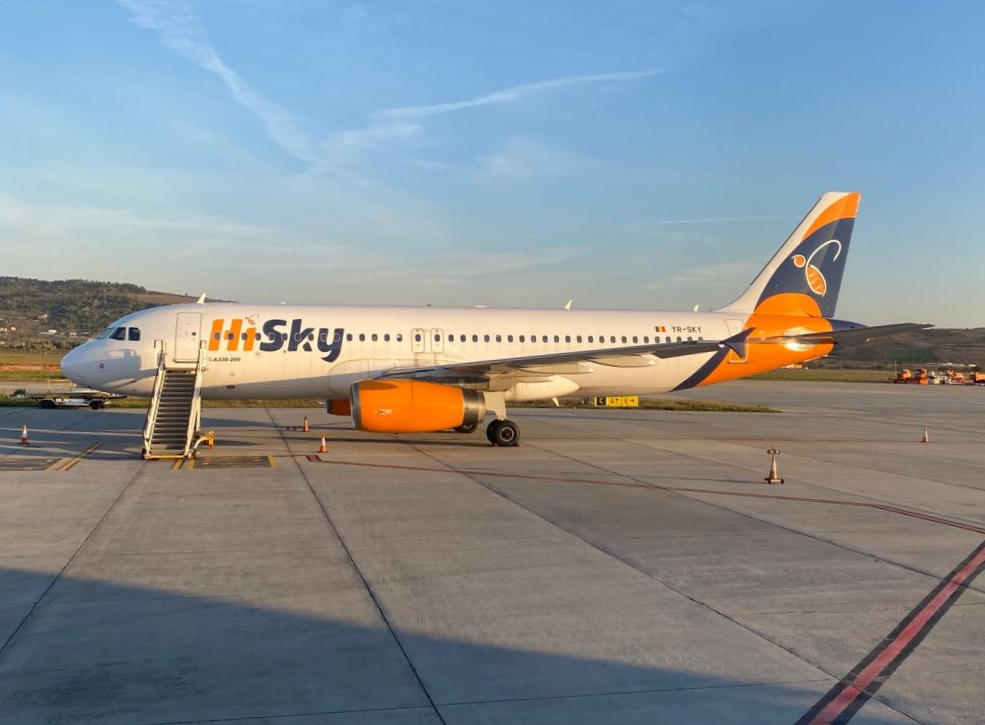
A HiSky Airbus A319-100-as repülőgépe Kolozsváron

2022 decemberében a HiSky flottája a következő repülőgépekből állt:

## Fordítás
Ez a szócikk részben vagy egészben  a   HiSky című angol Wikipédia-szócikk ezen változatának fordításán alapul.  Az eredeti cikk szerkesztőit annak laptörténete sorolja fel. Ez a jelzés csupán a megfogalmazás eredetét és a szerzői jogokat jelzi, nem szolgál a cikkben szereplő információk forrásmegjelöléseként.